# Uropsilus investigator
Uropsilus investigator är en däggdjursart som först beskrevs av Thomas 1922.  Uropsilus investigator ingår i släktet Uropsilus och familjen mullvadsdjur. IUCN kategoriserar arten globalt som otillräckligt studerad. Inga underarter finns listade.
Arten blir 67 till 83 mm lång (huvud och bål), har en 54 till 75 mm lång svans och 13 till 16 mm långa bakfötter. Pälsen har en svartaktig färg. Annars har Uropsilus investigator samma utseende som Uropsilus gracilis.
Detta mullvadsdjur förekommer bara i den kinesiska provinsen Yunnan i bergstrakter som är 3600 till 4600 meter höga. Habitatet utgörs av bergsängar och bergsskogar. Levnadssättet borde motsvara beteendet av andra arters från samma släkte.